# Daniel Gerhard
Daniel Gerhard (1988) es un historiador, político y legislador uruguayo desde el año 2020. Integra el partido político Partido por la Victoria del Pueblo - Lista 567 del Frente Amplio.

## Biografía
Desde muy joven Daniel Gerhard es militante del Partido por la Victoria del Pueblo (PVP), cuando integró la Juventud del PVP (JPVP) desde el marzo de 2007 hasta el 2015. Es integrante del Comité Central del PVP desde el 2009.
Daniel es licenciado en Historia por la Facultad de Humanidades y Ciencias de Educación de la Universidad de la República (Udelar) y también es técnico en Comunicación Social, orientación periodismo, por la Escuela Superior de Comunicación Social y Diseño Gráfico de la UTU.
Empezó su activismo social en defensa del desarrollo comunitario del barrio de Paso Carrasco, con una mirada atenta sobre la protección de los derechos de los niños, niñas y adolescentes de su zona, además de temas ambientales. Gerhard ha sido educador y coordinador en la organización Club de Niños (OSC-INAU) y también tiene trabajado como profesor y educador en un Centro Educativo de Capacitación, Arte y Producción (CECAP) del Ministerio de Educación y Cultura (MEC) y como profesor de Historia.

### Diputado de la Cámara de Representantes
En las elecciones nacionales de octubre de 2019 fue electo diputado de la Cámara de Representantes de Uruguay para el periodo 2020-2025.
En ese primer período como diputado impulsó muchos proyectos de ley, tales como el proyecto sobre una Política Nacional de Aguas, sobre seguridad digital, legislación relativa a subsidios por desempleo, protección de los derechos de los niños, niñas y adolescentes en los entornos digitales, sobre accidentes laborales or inclemencias climáticas de los trabajadores rurales, sobre la creación de plan integral de atención y protección a las embarazadas.
Integra las comisiones de Ganadería, Agricultura y Pesca, integrada con la Comisión Especial de Ambiente, de Competencias sobre el Monte Nativo y la de Trabajo y Seguridad Social de la Cámara de Representantes y también la comisión parlamentaria de Asuntos Laborales y Seguridad Social de la Asamblea General de Uruguay.